# Syntop
Syntop bedeutet in der Ökologie und Biogeographie, dass Arten oder Populationen im selben Biotop oder Habitat gemeinsam vorkommen. Kommen sie, eventuell nur in einem Teilgebiet ihrer Verbreitung, nicht gemeinsam vor, wird dies allotop genannt. Die dazugehörenden Substantive sind Syntopie und Allotopie.
Syntopie unterscheidet sich vom verwandten Begriff der Sympatrie darin, dass sympatrisch vorkommende Arten sich zwar in ihrer Verbreitung überlappen, aber nicht zwingend im selben Biotop vorkommen müssen. Beispielsweise können zwei Arten sympatrisch in ganz Europa vorkommen, aber eine von ihnen ausschließlich im Gebirge, eine in der Ebene leben. Würde sich ihr Vorkommen in mittleren Höhen (im Hügelland) tatsächlich überlappen, wären sie dort syntop.
Die Untersuchung von Syntopie ist von Bedeutung, um die Gründe für die Arealbildung und Verbreitung verwandter Arten zu untersuchen. Kommen zwei Arten zwar sympatrisch, aber nicht syntop vor, ist dies ein Hinweis auf Konkurrenzausschluss, wobei eine Art die andere komplett aus ihrem Vorzugshabitat verdrängen würde. Dabei ist aber sicherzustellen, dass das fehlende gemeinsame Vorkommen nicht möglicherweise auf anderen Ursachen beruht, beispielsweise auf der historischen Einwanderung und Ausbreitung der Arten beruht oder sich einfach zufällig ergeben hat (Nullhypothese). Bei syntopem Vorkommen werden oft mögliche Mechanismen der Konkurrenzvermeidung untersucht. Beispielsweise können zwei Arten dort, wo sie gemeinsam vorkommen, in einem wesentlichen Merkmal einander unähnlicher sein als bei getrenntem Vorkommen. Dies wird dann Merkmalsverschiebung (engl. character displacement) genannt.